# Саламаха Орест Ігорович
Орест Ігорович Саламаха (нар. 25 березня 1991, м. Львів) — український підприємець, політик. Народний депутат України 9-го скликання.

## Життєпис
Народився 25 березня 1991 року в місті Львові. У 2013 році закінчив Національний університет «Львівська політехніка» (спеціальність «Менеджмент – логістика»). У 2018 році закінчив Львівський університет бізнесу та права (спеціальність «Правознавство»).
Працював менеджером, займався гуртовою та роздрібною торгівлею. Став менеджером з постачання у будівельній компанії «Буд Інвест Ком», яка належить його дружині Анні, в.о. директора підприємства.
Довірена особа кандидата на пост Президента України Володимира Зеленського у 2019 році.
Кандидат у народні депутати від партії «Слуга народу» на парламентських виборах 2019 року (виборчий округ № 121, м. Борислав, Дрогобич, Трускавець, Дрогобицький район). На час виборів: заступник директора з будівництва ТОВ «Буд Інвест Ком», проживає в с. Сокільники Пустомитівського району Львівської області. Безпартійний.
Член Комітету Верховної Ради з питань бюджету, голова підкомітету з питань місцевих бюджетів та бюджетної підтримки регіонального розвитку.